# Odio a Maduro (álbum)
Odio a Maduro es un álbum de estudio del compositor y músico venezolano José Rafael Cordero Sánchez. Se lanzo el 12 de junio de 2025 de manera independiente. El disco se enmarca dentro de la música de protesta y se caracteriza por letras críticas hacia el gobierno de Nicolás Maduro, la corrupción política y la situación social de Venezuela.

## Contexto
Tras el lanzamiento de su sencillo Politic Monsters en 2025, José Rafael Cordero Sánchez continuó explorando temáticas sociales y políticas. En este trabajo aborda de manera directa su rechazo al gobierno de Nicolás Maduro, expresando un mensaje de inconformidad, denuncia y resistencia a través de la música.

## Composición
El álbum combina generos de musica pop y electronica, fusiones latinas y sonidos experimentales. Las letras reflejan una fuerte postura de crítica política, con un lenguaje directo y contestatario.

## Lista de canciones
1. Odio
2. CrisisDosis
3. Muerto en vida
4. No Soporto esto mas
5. Venezuela Resiste
6. Fuera Dictador
7. Naguara Venezuela

## Recepción
Aunque lanzado de manera independiente, el álbum ha sido mencionado en espacios digitales y plataformas sociales por su carácter contestatario. Diversos seguidores lo catalogan como una obra de protesta artística dentro de la música venezolana contemporánea.